# Polygonatum omeiense
Polygonatum omeiense är en sparrisväxtart som beskrevs av Zheng Yin Zhu. Polygonatum omeiense ingår i släktet ramsar, och familjen sparrisväxter. Inga underarter finns listade i Catalogue of Life.